# Страковичи
Страковичи (бел. Стракаві́чы) — деревня в Сосновоборском сельсовете Светлогорского района Гомельской области Республики Беларусь.

## География

### Расположение
В 7 км на юг от Светлогорска, 8 км от железнодорожной станции Светлогорск-на-Березине (на линии Жлобин — Калинковичи), 103 км от Гомеля.

### Гидрография
На востоке сеть мелиоративных каналов, в их числе канал Боровиковский, соединённые с рекой Сведь (приток реки Березины).

## Транспортная сеть
На автодороге Светлогорск — Сосновый Бор. Планировка состоит из чуть изогнутой, почти широтной ориентации улицы, к которой с севера присоединяется короткая прямолинейная улица. Застройка двусторонняя, деревянная, усадебного типа.

## История
Согласно письменным источникам известна с XIX века как селение в Якимовослободской волости Речицкого уезда Минской губернии. В 1858 году собственность казны. В 1879 году обозначена в числе селений Славинского церковного прихода.
В 1929 году организован колхоз. Рядом находился выселок Чертёж, созданный жителями деревни, позже присоединён к деревне. Расположены базовая школа, библиотека, фельдшерско-акушерский пункт.
До 30 марта 1992 года деревня входила в состав Чирковичского сельсовета, до 16 декабря 2009 года в составе Печищанского сельсовета, с 16 декабря 2009 года в составе Сосновоборского поселкового Совета депутатов, с 12 декабря 2013 года в составе Сосновоборского сельсовета.

## Население

### Численность
- 2021 год — 213 жителей

### Динамика
- 1858 год — 12 дворов 78 жителей
- 1897 год — 23 двора, 140 жителей (согласно переписи)
- 1908 год — 40 дворов, 235 жителей
- 1925 год — 60 дворов
- 1930 год — 68 дворов, 349 жителей; в выселке Чертёж 7 дворов 37 жителей
- 1959 год — 428 жителей (согласно переписи)
- 2004 год — 140 хозяйств, 349 жителей
- 2021 год — 213 жителей

## Галерея

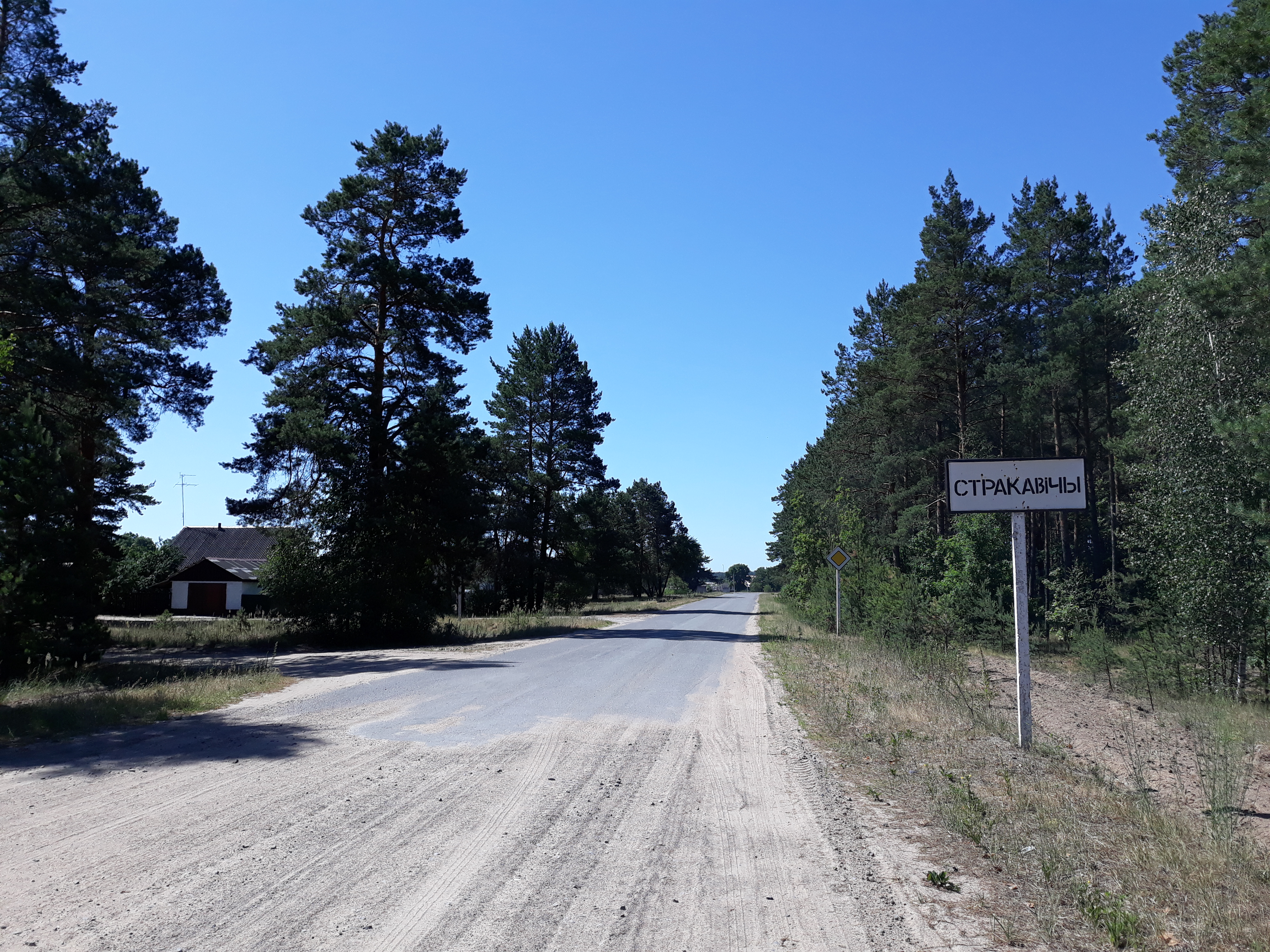
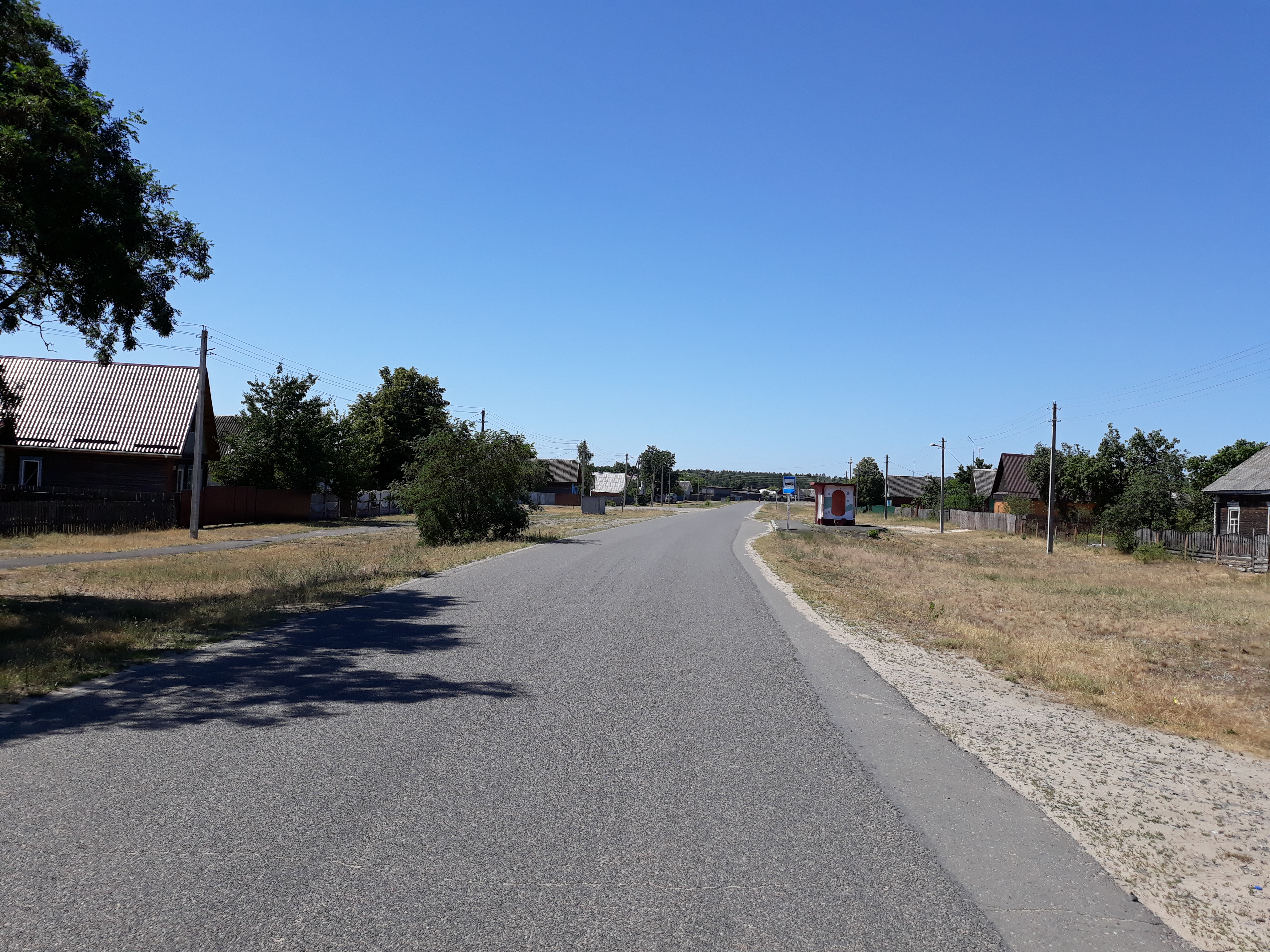
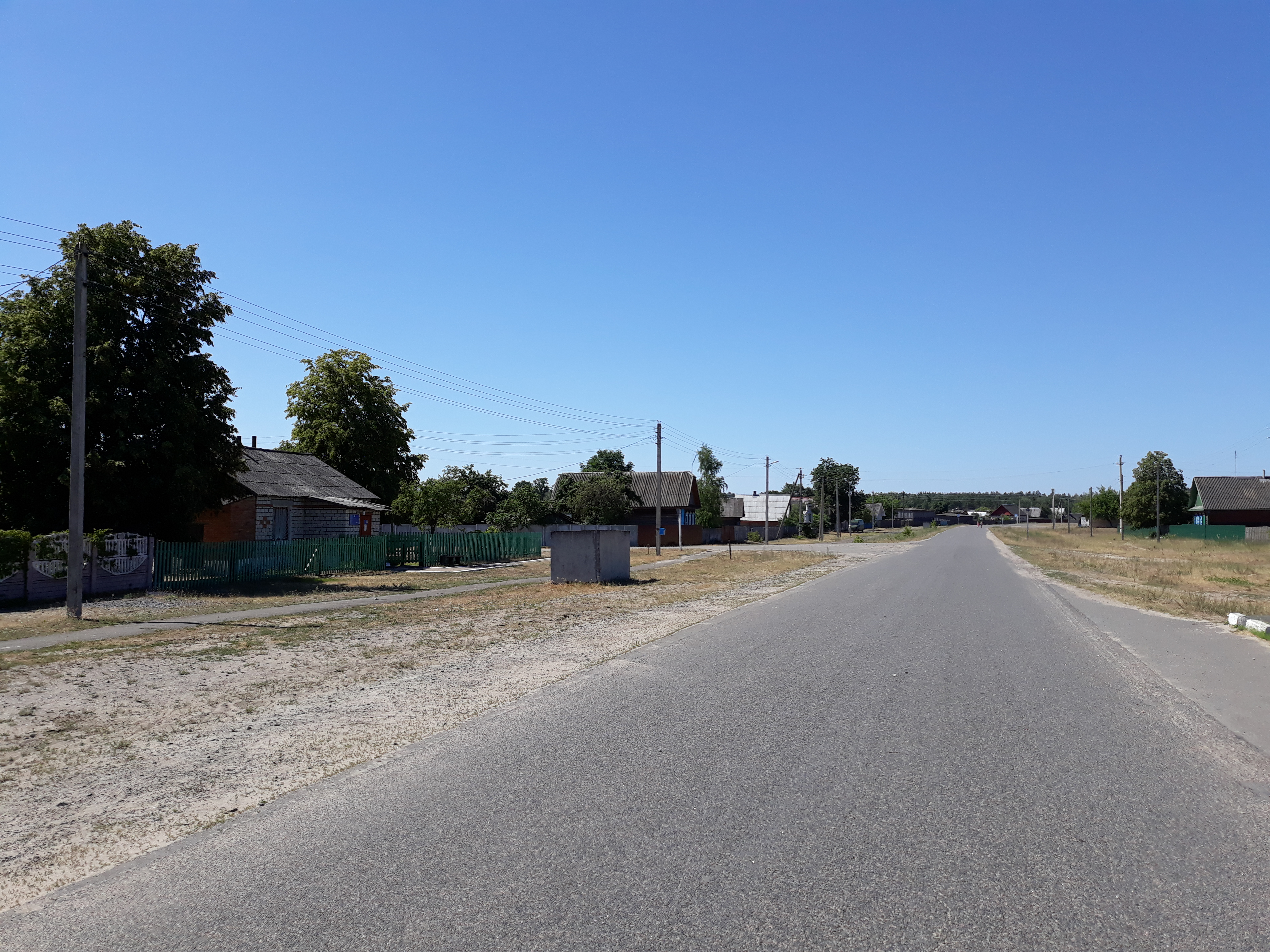
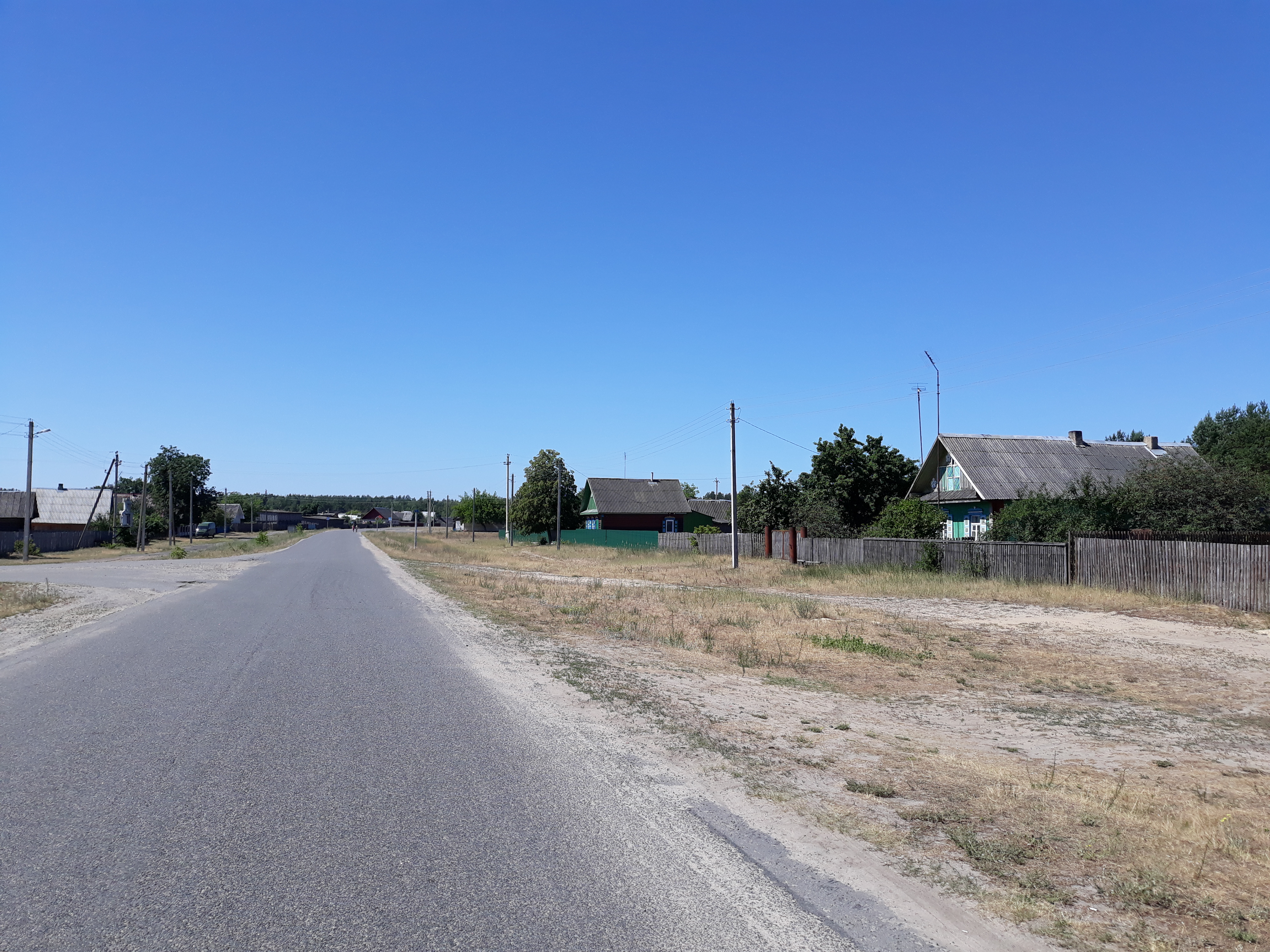
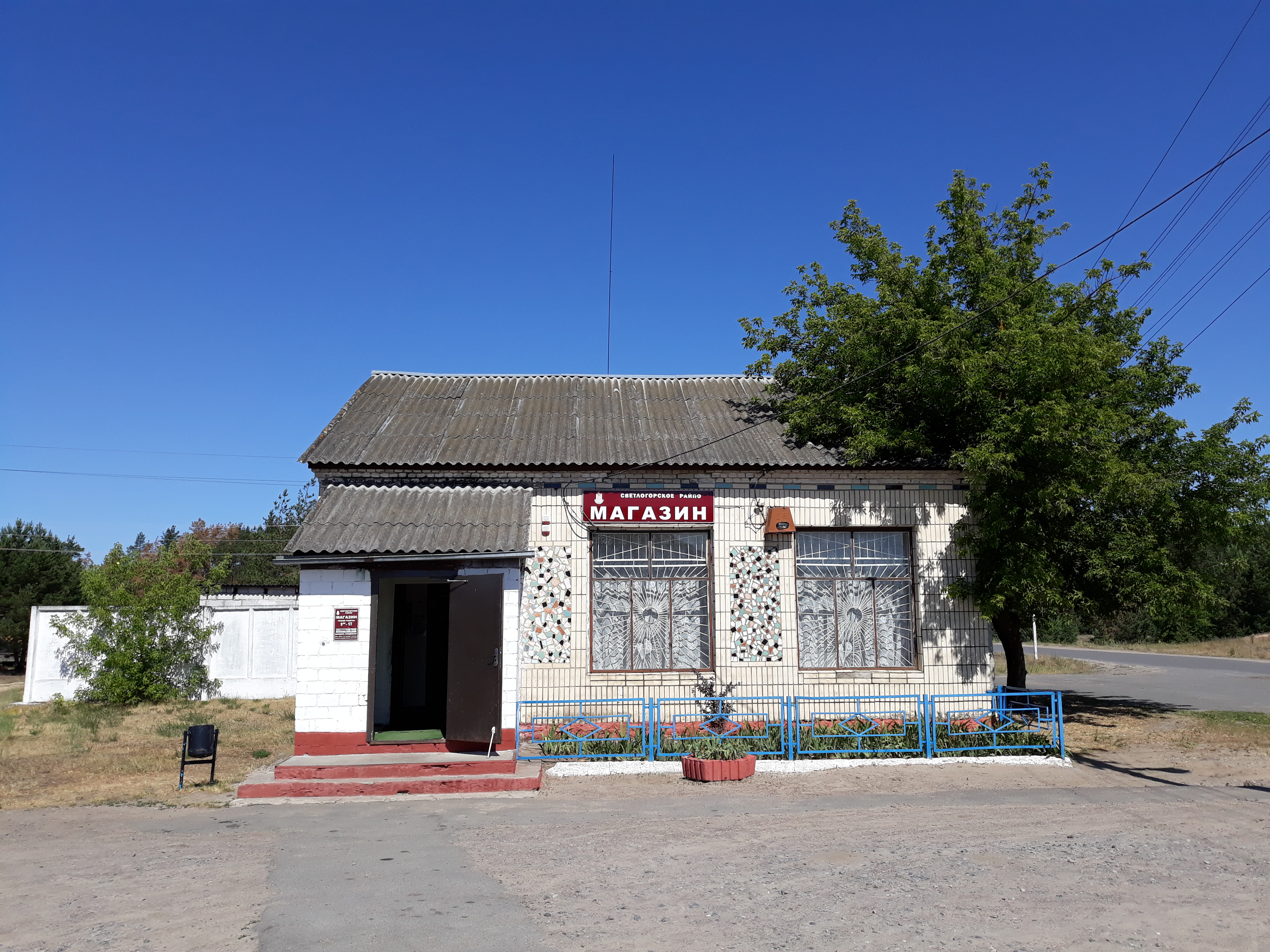
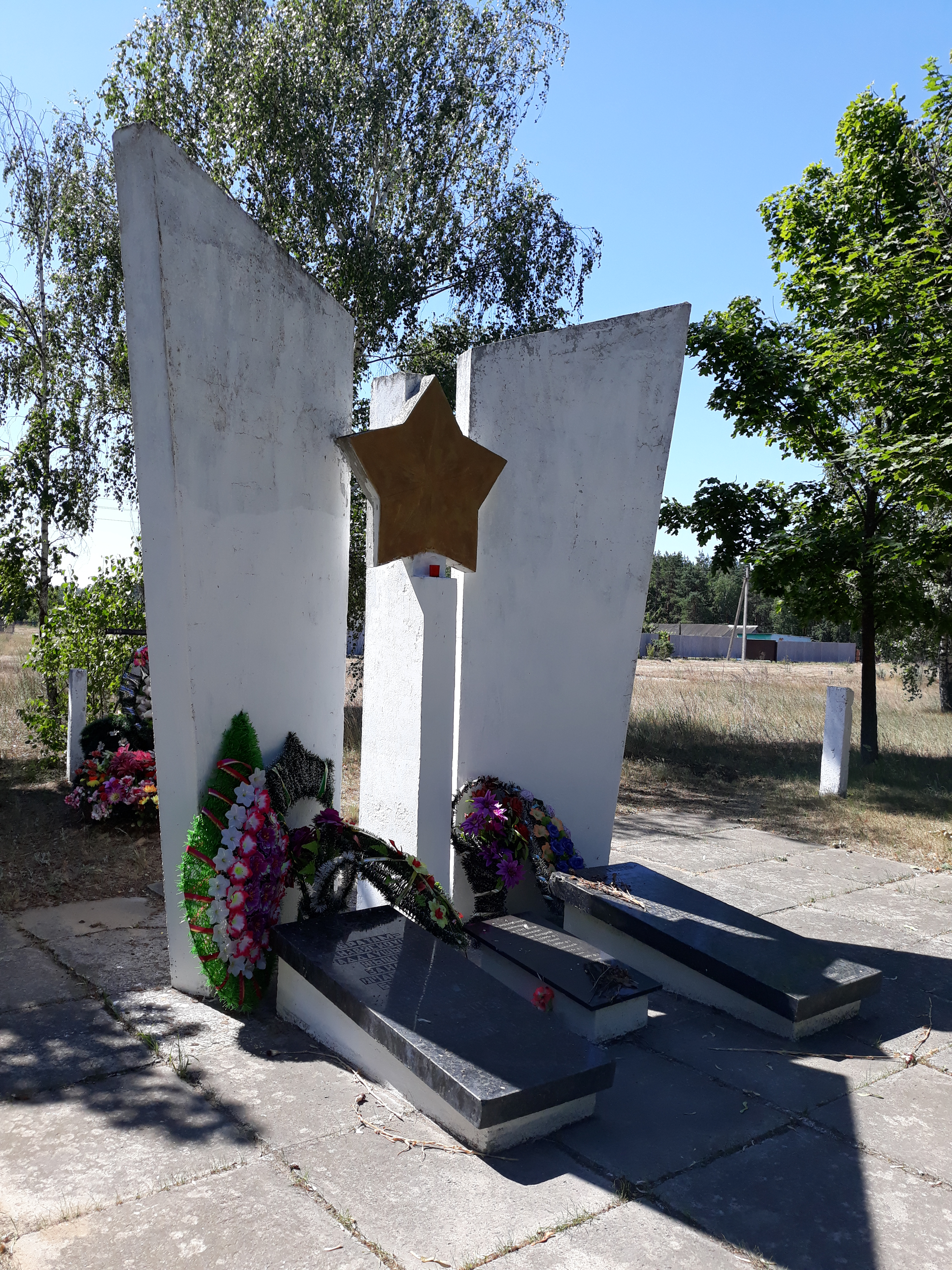